# Dromococcyx
Dromococcyx är ett fågelsläkte i familjen gökar inom ordningen gökfåglar med endast två arter som båda förekommer i Latinamerika:
- Fasangök (D. phasianellus)
- Påfågelgök (D. pavoninus)